# Залиман (Богучарський район)
Залиман (рос. Залиман) — село у Росії, Богучарському районі Воронізької області. Адміністративний центр Залиманського сільського поселення.
Населення становить 2569 осіб (1189 чоловічої статі й 1380 — жіночої) за переписом 2010 року.

## Історія
Станом на 1880 рік у колишній приміській слободі, центрі Залиманської волості, разом із колишньою державною слободою Вервеківка й хутором Лисогірка, мешкало 3660 осіб, налічувалось 362 дворових господарства, існували православна церква, школа, 3 шкіряних заводи, 3 вівчарних заводи, 22 вітряних млини.
За даними 1900 року у слободі мешкало 1614 осіб (818 чоловічої статі та 796 — жіночої) переважно українського населення, налічувалось 295 дворових господарств, існували православна церква, церковно-парафіяльна школа, 4 майстерні для вичинки овчини, сиром'ятня, 24 гончарних заводи, дріб'язкова й винна лавки.

## Населення
| 2000 | 2005  | 2010  |
| ---- | ----- | ----- |
| 2762 | ↘2634 | ↘2569 |

## Відомі особистості
В поселенні народився:
- Білобровський Олександр Григорович (* 1947) — український художник.